# Montbrun-Bocage
Montbrun-Bocage es una localidad y comuna francesa en la región administrativa de Mediodía-Pirineos, en el departamento de Alto Garona.

## Nombre
La primera mención documental del pueblo se remonta a un texto latino del siglo X en el que se le cita como «Mont Bonnens», del que deriva Montbrun. En 1918 se añadió el complemento «Bocage» para evitar la confusión con otras villas homónimas.

## Cursos fluviales
La población está situada junto al curso del Montbrun, pequeño río que desemboca en el Arize en Daumazan. El Montbrun cuenta con dos afluentes, los arroyos Galié y Montfa. 

## Urbanismo y arquitectura
Montbrun-Bocage conserva su urbanismo medieval, inspirado en el romano, con calles rectas cortadas perpendicularmente. La calle principal de la villa es la Rue Droite, que comunicaba las dos puertas principales de la muralla (levantada en el siglo XIII y derribada en el XIX). En el centro del pueblo se conserva (restaurado) el mercado cubierto. Numerosas casas conservan su estructura de los siglos XVI y XVII. 

## Iglesia de San Juan
La iglesia data de finales del siglo XIII. Durante la guerra de los Cien Años fue saqueada y posteriormente sufrió importantes modificaciones. Posee una espadaña románica con cuatro huecos para las campanas, portal gótico del siglo XIV, una nave con presbiterio góticos y capillas laterales del siglo XVII. En la iglesia se conservan pinturas de inicios del siglo XVI.

## Escenario novelesco
La novela de aventuras "Mi hermano Etienne" (Edelvives 2006) del escritor Óscar Esquivias está ambientada en Montbrun y en una aldea cercana, La Savarite. El libro (cuya acción discurre en los primeros años de la Revolución Francesa) narra en forma de ficción histórica el devenir de la familia Galeron, y se centra en los dos últimos hermanos: Etienne y Roch.

## Demografía
| 1520 | 1350 | 534 | 454 | 386 | 356 | 336 | 373 |
| Para los censos de 1962 a 1999 la población legal corresponde a la población sin duplicidades (Fuente: INSEE [Consultar]) |      |     |     |     |     |     |     |